# Anthony Kennedy (Politiker)

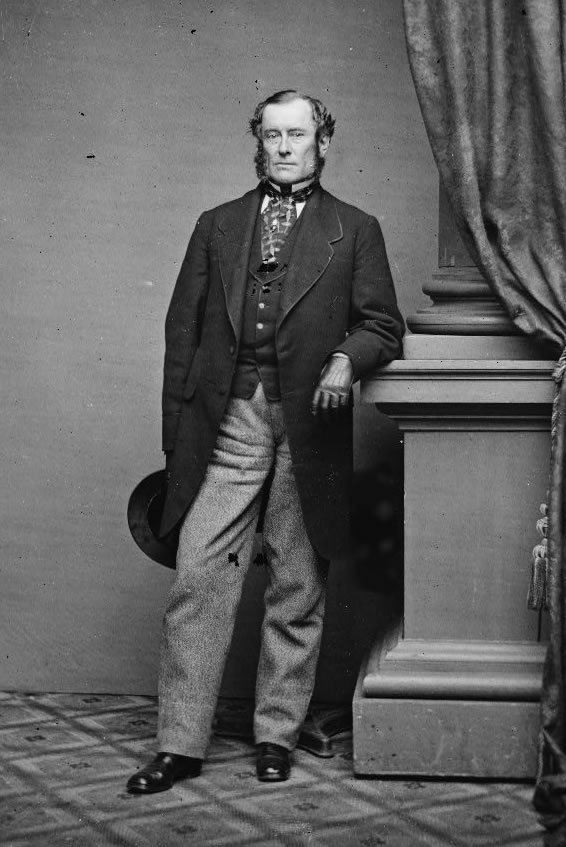
Anthony Kennedy

Anthony Kennedy (* 21. Dezember 1810 in Baltimore, Maryland; † 31. Juli 1892 in Annapolis, Maryland) war ein US-amerikanischer Politiker, der für die Know-Nothing Party dem Senat der Vereinigten Staaten angehörte.
Anthony Kennedy war der jüngere Bruder des späteren US-Marineministers John P. Kennedy. Seine Eltern schickten ihn 1821 auf eine Privatschule in Virginia; später studierte er Jura und betätigte sich in der Landwirtschaft.
In Virginia begann er sich auch in der Politik zu engagieren. Er gehörte dem staatlichen Repräsentantenhaus (House of Delegates) zwischen 1839 und 1843 an. Zudem war er zehn Jahre lang Mitglied des Gerichtshofs von Jefferson County (heute Teil von West Virginia).
1844 bewarb sich Kennedy, der zu dieser Zeit noch den Whigs angehörte, erfolglos um einen Sitz im US-Repräsentantenhaus. Das Angebot von Präsident Millard Fillmore, US-Konsul in Havanna zu werden, schlug er 1850 aus. Er kehrte im Jahr darauf nach Maryland zurück und wurde auch dort 1856 ins House of Delegates gewählt.
Nach seinem Übertritt zur Know-Nothing Party, die auch als American Party bekannt war, wurde Anthony Kennedy 1856 in den US-Senat gewählt, dem er von 1857 bis 1863 angehörte. 1867 war er noch Delegierter beim Verfassungskonvent von Maryland, ehe er sich auf seine Farm in der Nähe von Ellicott City zurückzog und 1892 in Annapolis starb.